# Rhodostrophia poliaria
Rhodostrophia poliaria är en fjärilsart som beskrevs av George Francis Hampson 1903. Rhodostrophia poliaria ingår i släktet Rhodostrophia och familjen mätare. Inga underarter finns listade.